# Asarum sonunsanense
Asarum sonunsanense là một loài thực vật có hoa trong họ Aristolochiaceae. Loài này được Y.N.Lee mô tả khoa học đầu tiên năm 2005.